# Thamnochortus arenarius
Thamnochortus arenarius là một loài thực vật có hoa trong họ Restionaceae. Loài này được Esterh. miêu tả khoa học đầu tiên năm 1985.